# Carmen Vildoso
Carmen Aurora Marcela Vildoso Chirinos (n. 3 de marzo de 1956 - ) es una socióloga y política peruana. Fue desde el 14 de julio de 2008 al 11 de junio de 2009 Ministra de la Mujer y Desarrollo Social.

## Biografía
Nació en 1956. Hija de la bióloga Aurora Chirinos Pizarro y Abelardo Vildoso Baca.
Realizó sus estudios escolares en el Colegio San Antonio de Mujeres, regentado por las Hermanas Siervas del Inmaculado Corazón de María.
Ingresó a la Universidad Nacional Mayor de San Marcos, en la cual estudió Sociología y obtuvo el título de licenciada. Estudió una Maestría en Sociología en la Pontificia Universidad Católica del Perú.
Entre 2001 y 2003, ejerció el cargo de Viceministra de Promoción del Empleo y la Micro y Pequeña Empresa, del Ministerio de Trabajo y Promoción del Empleo del Perú.

## Ministra de la Mujer
El 14 de octubre de 2008, fue nombrada como Ministra de la Mujer por el presidente Alan García, en el marco del nuevo gabinete presidido por Yehude Simon Munaro.
El 8 de junio de 2009, Vildoso renuncia a la cartera de la Mujer del Perú, como protesta hacia un video difundido por el gobierno peruano en la televisión local, donde se muestra a los pueblos nativos como responsables de la violencia en los enfrentamientos, y los beneficios económicos que traerían a esa zona los decretos legislativos aprobados el año pasado respecto a la extracción petrolera.